# Fågelsången, Oxelösunds kommun
Fågelsången är en bebyggelse norr om Oxelösund och strax öster Stjärnholm i Oxelösunds kommun. Från 2015 avgränsar SCB här en småort.